# W Racing Team
Das W Racing Team (oder kurz WRT) ist ein 2009 gegründetes belgisches Motorsportteam, das in verschiedenen GT3-Serien aktiv ist; unter anderem dem Blancpain GT Series Endurance Cup, dem Blancpain GT Series Sprint Cup, der Intercontinental GT Challenge und der damals noch existierenden FIA GT1 Weltmeisterschaft. Der größte motorsportliche Erfolg des Teams ist der Sieg des 24-Stunden-Rennens von Spa-Francorchamps in den Jahren 2011 und 2014, der Gewinn des 24-Stunden-Rennens auf dem Nürburgring im Jahr 2015 und der Sieg beim FIA GT World Cup in Macau 2016.

## Geschichte

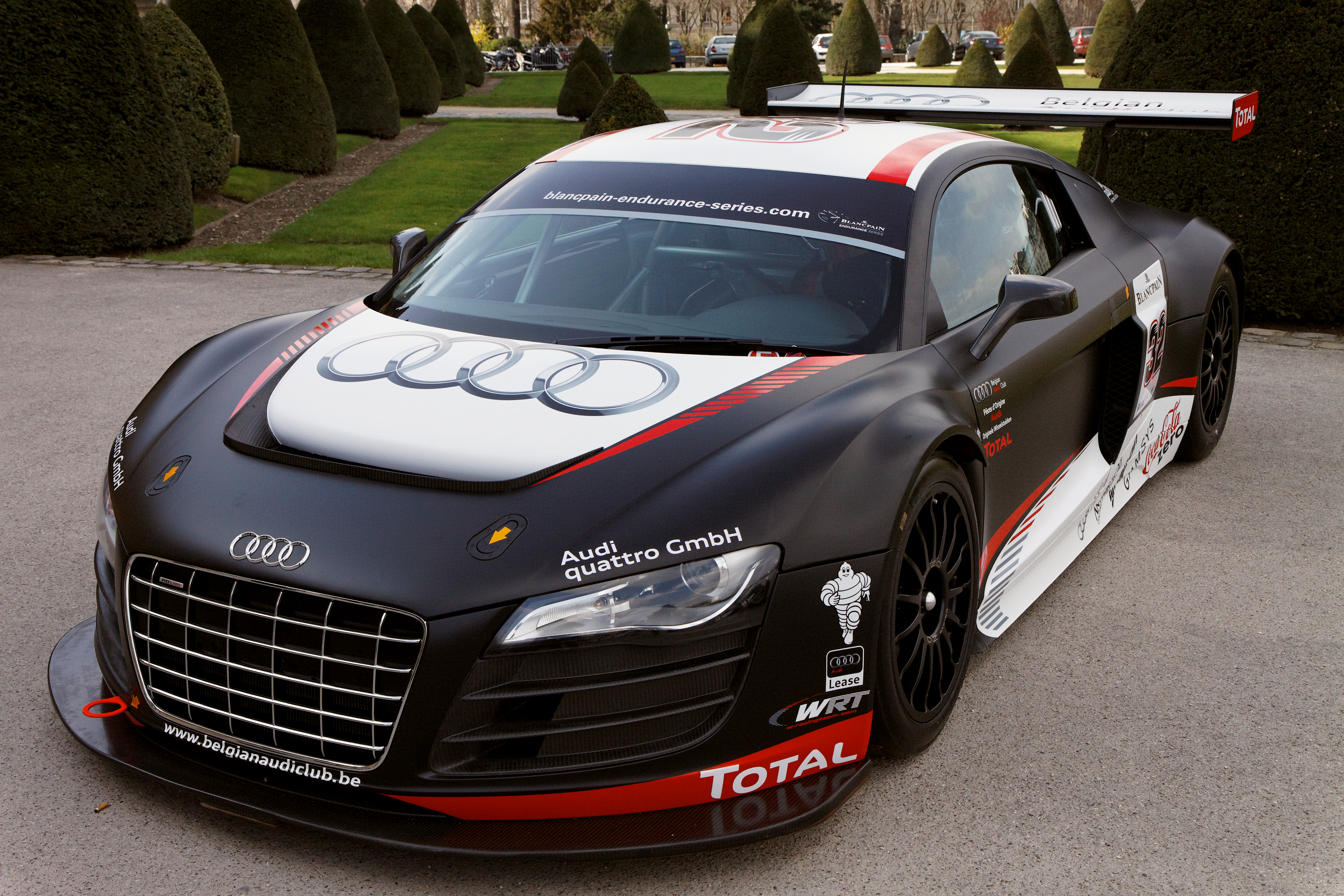
Der Audi R8 LMS des W Racing Teams für die Blancpain Endurance Series 2011.

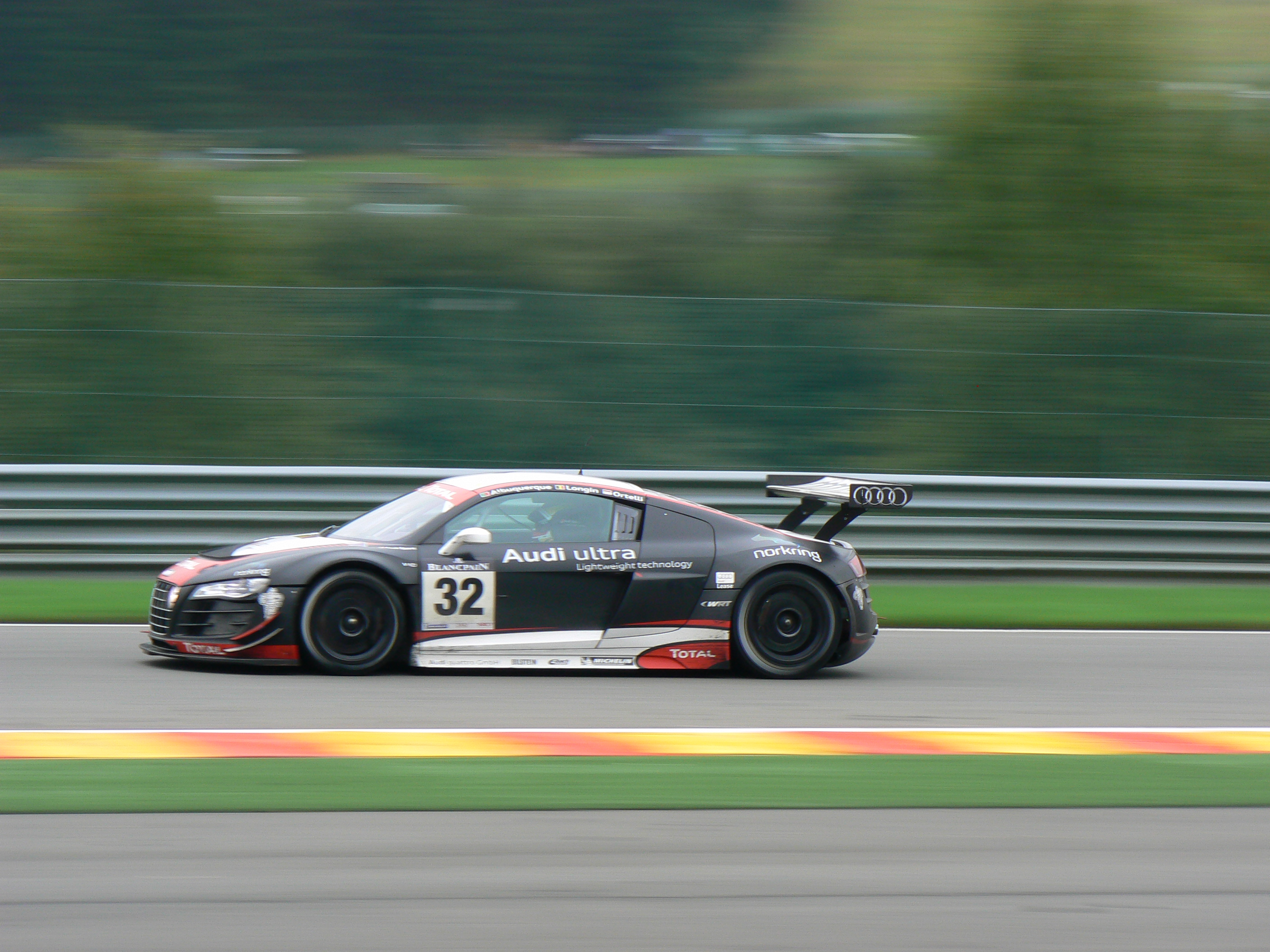
Audi R8 LMS von WRT im Jahr 2011.

Das W Racing Team wurde im September 2009 vom ehemaligen Leiter von Volkswagen Motorsport René Verbist, dem Rennfahrer Vincent Vosse und dem Unternehmer Yves Weerts gegründet. Teamleiter ist Pierre Dieudonné.

WRT ist der offizielle belgische Motorsportimporteur für Audi. Durch diese enge Verbindung zum Volkswagenkonzern, wird das Team vom belgischen Audi Club und dem belgischen Volkswagen Club unterstützt. WRT setzt Audi R8 LMS der Spezifikation GT3 und Volkswagen Scirocco GT24 ein.
Im Jahr 2010 setzte WRT seine GT3-Fahrzeuge regelmäßig in der belgischen Belcar Endurance Championship und der französischen GT-Meisterschaft Championnat de France FFSA GT ein. Darüber hinaus startete das Team mit drei Audi R8 LMS beim 24-Stunden-Rennen von Spa-Francorchamps. In der Belcar Endurance Championship erzielte Gregory Franchi zusammen mit Anthony Kumpen zwei Siege und die Fahrerpaarung François Verbist, Bert Longin und Bill Bailly einen weiteren Sieg. Franchi und Kumpen gewannen die Fahrerwertung der Meisterschaft, während das W Racing Team Sieger der Mannschaftswertung wurde.
Die Volkswagen Scirocco GT24 wurden in der Belgian Touring Car Series eingesetzt.
WRT nahm 2011 regelmäßig an der FIA-GT3-Europameisterschaft, der Blancpain Endurance Series, der französischen GT-Meisterschaft (GT Tour) und der belgischen Belcar-Serie teil. Den größten Erfolg hatte das Team in der Blancpain Endurance Series, da mit Greg Franchi die Fahrerwertung der Profikategorie gewonnen wurde und WRT in dieser Kategorie ebenfalls die Mannschaftswertung gewann. Darüber hinaus siegte das Team mit Franchi und den beiden Audi-Werksfahrern Timo Scheider und Mattias Ekström beim 24-Stunden-Rennen von Spa-Francorchamps.

Mit den Fahrerpaarungen Bert Longin und Xavier Maassen sowie Enzo Ide und François Verbist belegte WRT die Plätze zwei und drei der Fahrerwertung der Belcar-Serie. In der GT3-Europameisterschaft belegte Enzo Ide mit drei Rennsiegen den dritten Rang der Fahrerwertung; das Team belegte Platz sechs in der Mannschaftswertung. In der französischen GT-Meisterschaft erzielten David Hallyday und Stéphane Ortelli einen Sieg in Dijon-Prenois und wurden Vize-Meister.
Im Jahr 2012 setzte WRT zwei Fahrzeuge in der Blancpain Endurance Series ein. Außerdem repräsentierte das Team die Marke Audi in der FIA-GT1-Weltmeisterschaft. Teammitbesitzer Yves Weerts absolvierte zusammen mit Kurt Mollekens einen Gaststart in der GT3-Europameisterschaft auf dem Circuito de Navarra.
2015 wurde man Audi Sport GT3 Werksteam und setzte somit zusammen mit Phoenix Racing vier Audi R8 LMS bei einzelnen Läufen der VLN, Blancpain Endurance Series und dem 24-Stunden-Rennen von auf dem Nürburgring und dem 24-Stunden-Rennen von Spa Francorchamps.
2016 gab WRT ihr Tourenwagen-Comeback in der TCR International Series; man setzte Volkswagen Golf TCR ein, alle Golf TCR wurden mit Sponsoring von Leopard Racing gefahren. Außerdem gab WRT ihr Prototypen-Debüt in der European Le Mans Series mit dem Ligier JSP2, man fuhr nur bei den 4 Stunden vom Spa mit.
2017 setzt WRT vier Audi R8 LMS im Blancpain GT Series Endurance Cup und fünf im Blancpain GT Series Sprint Cup ein.
2019 tritt WRT als Kundenteam mit zwei Audi RS 5 DTM in der DTM an. Als Fahrer wurden Jonathan Aberdein und Pietro Fittipaldi verpflichtet.
2023 wechselte WRT nach 13 Jahren mit Audi zu BMW. Neben GT3-Rennen tritt WRT in der FIA-Langstrecken-Weltmeisterschaft und dem 24-Stunden-Rennen von Le Mans an. Nach einem Jahr Vorbereitung in der Klasse LMP2 tritt das Team ab der Saison 2024 als Werksteam in der Hypercar-Klasse mit dem BMW M Hybrid V8 an.

## Erfolge
2010
- Sieger der Mannschaftswertung in der Belcar Endurance Championship.
- Sieger der Fahrerwertung in der Belcar Endurance Championship mit Anthony Kumpen und Gregory Franchi.

2011
- Sieger der Mannschaftswertung der Kategorie 'Pro' in der Blancpain Endurance Series.
- Sieger der Fahrerwertung der Kategorie 'Pro' in der Blancpain Endurance Series.
- Sieger des 24-Stunden-Rennens von Spa-Francorchamps.
- Sieger des 24-Stunden-Rennens von Zolder.
- Zweiter des 12-Stunden-Rennens von Sepang.

2012
- Zweiter des 24-Stunden-Rennens von Spa-Francorchamps.
- Sieger des GT3 Pro Cups der Blancpain Endurance Series.

2013
- Dritter des 24-Stunden-Rennens von Spa Francorchamps.
- Erster des GT3 Pro Cups in der Blancpain Sprint Series.

2014
- Sieger des 24-Stunden-Rennens von Spa Francorchamps.
- Sieger des GT3 Pro Cups in der Blancpain Endurance Series.
- Sieger des GT3 Pro Cups und des GT3 Silver Cups in der Blancpain Sprint Series.

2015
- Sieger des 24-Stunden-Rennens auf dem Nürburgring.

2016
- Sieger des FIA GT World Cup

2021:
- WEC:LMP2 Fahrer-Weltmeister
- WEC:LMP2 Team-Weltmeister